# Georges Armand Vérez
Pour les articles homonymes, voir Verez.
Georges Armand Vérez né le 1er août 1877 à Lille et mort le 17 janvier 1933 est un sculpteur français.

## Biographie
Ayant suivi les enseignements préalables à l'école des beaux-arts de Lille, il est l'élève de Barrias et de Coutan à l'école des beaux-arts de Paris. Il a été premier second grand prix de Rome en 1905.

## Œuvres

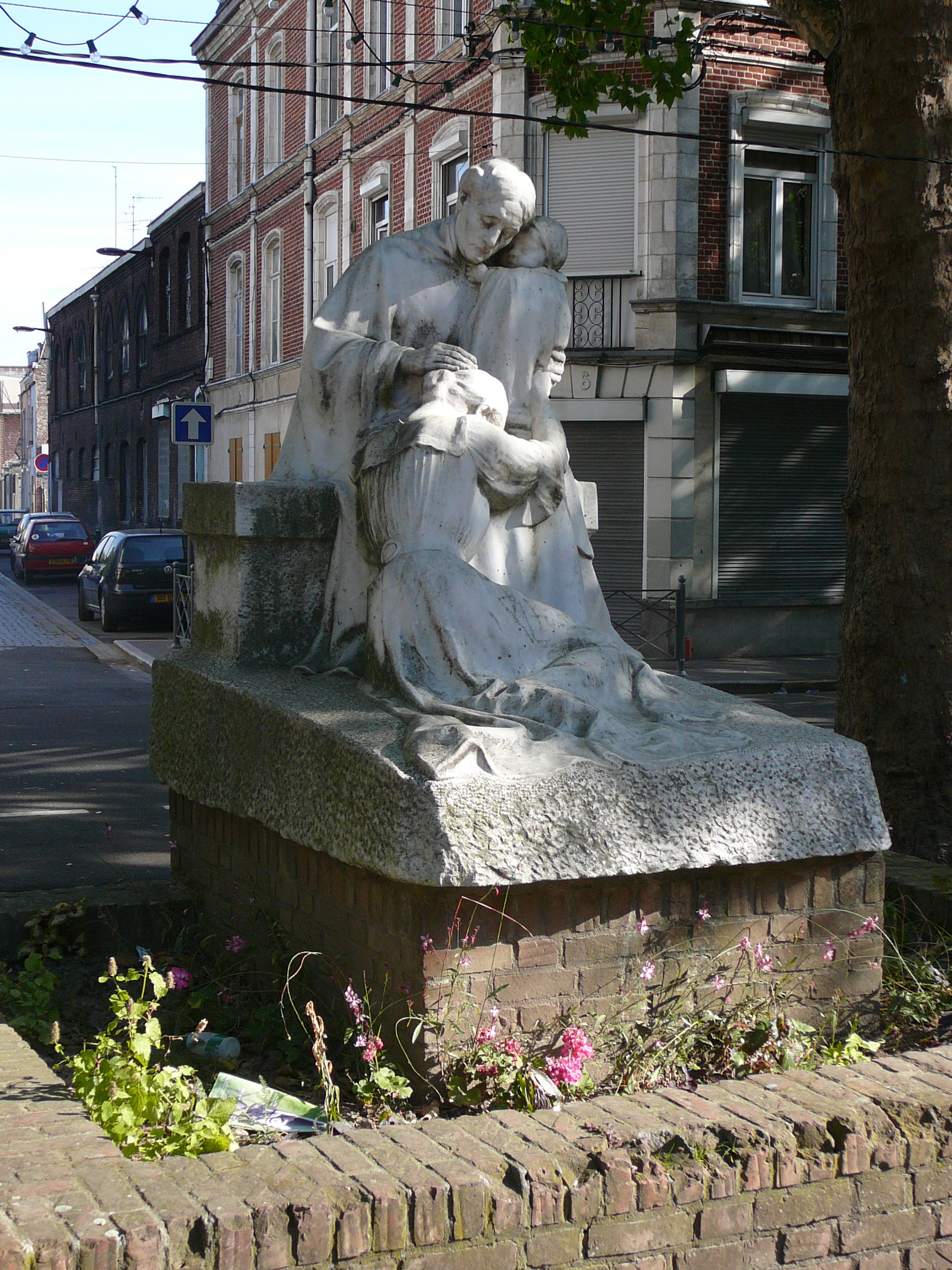
Le Pardon.

- Anniversaire (sculpture exposée au Salon des artistes français de 1907)
- Le Pardon (sculpture exposée au Salon des artistes français de 1909), actuellement située dans le square de la place Vanhoenacker à Lille
- La Charité (sculpture exposée au Salon des artistes français de 1909)
- Les quatre grands groupes sculptés du Grand Foyer de l'Opéra de Lille
- Le monument aux morts de Ris-Orangis (1921)
- Le monument aux morts de Croissy-sur-Seine (1921)
- Le monument aux morts de Chamonix-Mont-Blanc (1921)[1].
- Le monument aux morts d'Omiécourt (Somme)
- Le monument aux morts d'Orsay (Essonne)
- Le monument aux morts pacifiste de Creil (1926)
- France victorieuse, monument aux morts de Pau (1927) avec Henry Challe Architecte
- Le monument aux morts de Cambrai (Victoire ailée emportant des soldats au combat, commandée en 1924, inaugurée le 27 juin 1926) avec Monnier et Halley architectes
- Bas-relief au domaine de Vizille (1927)
- Statuaire du théâtre de Cambrai (inauguré en 1929)